# Mary Winifred Betts Aitken
Mary Winifred Aitken (née Betts ; 11 mai 1894 - 29 avril 1971) est une botaniste néo-zélandaise. Elle est la première femme chargée de cours à l'Université d'Otago.

## Biographie
Née à Nelson le 11 mai 1894, Betts est la fille de l'imprimeur et papetier Alfred George Betts et d'Ada Betts (née Grindley),. Connue par des amis sous le nom de Winnie, elle fait ses études au Nelson College for Girls et obtient son baccalauréat ès sciences (1916) et sa maîtrise ès sciences (1917) de l'Université d'Otago. À l'obtention de son diplôme, elle reçoit la bourse nationale de recherche décernée chaque année à l'université, qui lui offre un revenu de 100 £ par an, plus les frais de laboratoire, afin qu'elle puisse mener des recherches indépendantes.
Betts est nommée maître de conférences universitaire en botanique en 1920 à l'âge de 25 ans, la première femme à obtenir ce poste. Elle est décrite par l'éminent botaniste Leonard Cockayne comme "la femme scientifique la plus brillante de Nouvelle-Zélande",.
Toujours en 1920, elle épouse un autre diplômé d'Otago, le mathématicien Alexander Aitken, et le couple reste en Nouvelle-Zélande tandis que Winnie Aitken continue ses cours de botanique jusqu'en 1923. En décembre 1923, le couple s'installe en Écosse pour que son mari puisse poursuivre sa carrière universitaire ; par la suite, il est nommé professeur de mathématiques à l'Université d'Édimbourg,.
Winifred Aitken est décédée à Édimbourg le 29 avril 1971.
En 2017, Betts est sélectionnée comme l'une des « 150 femmes en 150 mots » de la Société royale de Nouvelle-Zélande.